# Jessie Knight
Jessie Knight, född 15 juni 1994, är en brittisk friidrottare som tävlar i häcklöpning.

## Karriär
Knight ingick i det brittiska laget som tog brons på 4x400 meter vid både världsmästerskapen i friidrott 2022 och inomhusvärldsmästerskapen i friidrott 2024.